# Sofina
Sofina est une entreprise belge, faisant partie de l'indice Bel20. Elle est à ce titre une des 20 plus grandes capitalisations de la bourse de Bruxelles. Elle a son siège à Bruxelles, avec des bureaux au Luxembourg et à Singapour. Plus ancienne holding ou société de portefeuille de Belgique en activité, elle investit dans des entreprises en Europe, aux Etats-Unis, et en Asie.
Elle détient notamment des participations dans Biomérieux, Byju's, Cognita (en), Colruyt, Danone, Nuxe, Emeis (anciennement Orpea). Elle a précédemment été actionnaire directement ou indirectement des entreprises Eurazeo, Flipkart, Richemont, SES, Suez, Uber, WhatsApp et Yahoo. La société est détenue, en 2019, à 54,5 % par la famille Boël.

## Histoire

### 1898-1955
La Société Financière de Transports et d'Entreprises Industrielles S.A. (Sofina) est créée en 1898 comme société anonyme de droit belge. Elle a été fondée à l’initiative du groupe allemand UEG (de) (Union Elektrizitäts Gesellschaft, précurseur de l'AEG), lié aux groupes américains Thomson-Houston Electric Company et General Electric. Simple société à portefeuille au départ, la Sofina devient après 1905, un puissant trust électrique, grâce à l'ingénieur américain d'origine allemande Dannie N. Heineman (1872-1962), qui la dirige jusqu'en 1955.
Sous sa direction, la Sofina obtient successivement d’importantes concessions de tramways et d’électricité en Espagne, Hongrie, Argentine, Italie, France, dans l’Empire ottoman, et au Portugal. En 1919, une filiale est fondée, la Compania Hispano-Americana de Electricidad, alias Chade (es). Heineman collabore aussi avec le financier Alfred Loewenstein au sein du holding canadien Sidro (Société Internationale d’Énergie Hydroélectrique) qui détient d’importants intérêts dans des sociétés d’électricité à Barcelone et au Mexique. En Belgique et en France, la Sofina joue notamment un rôle de financement dans la coordination de la production et du transport d’électricité. Selon l'Association pour la valorisation des archives d’entreprises (AVAE), qui a inventorié plus de 150 mètres linéaires d’archives de la société Sofina couvrant cette période « la Sofina est le parangon des holdings de développement aux ambitions internationales ». Après la Seconde Guerre mondiale, le groupe investit essentiellement aux États-Unis, dans les secteurs de l’électricité et du pétrole. En 1955, Dannie N. Heineman agé de 83 ans, quitte la Sofina.

### Après 1955
Les actionnaires familiaux actuels commencent à y investir ;  Yves Boël est nommé adminstrateur en 1956. En novembre 1964, la Sofina passe sous le contrôle conjoint des groupes Boël et Société générale de Belgique. La société toujours, établie à Bruxelles, devient une société à portefeuille. Yves Boël, « financier » du groupe Boël, en est le président honoraire jusqu'à son décès en juin 2012.

## Participations, gouvernance et actionnariat

### Participations
La Sofina détient des participations - avec dans certains cas un siège dans le conseil d’administration - dans entre autres les sociétés Colruyt, Danone, Luxempart, SES S.A, Delhaize, Eurazeo, GDF Suez. En 2019, la Sofina entre au capital de Nuxe. En 2020, elle participe à l'investissement pour la plateforme lituanienne Vinted. En 2021, elle mène la seconde levée de fonds de l'entreprise franco-néerlandaise Dott.
La capitalisation boursière du groupe passe de deux milliards d'euros en 2005, à neuf milliards d'euros en 2021.

### Gouvernance et direction
Le britannique David Verey (en) est président exécutif du conseil d’administration depuis 2014, succédant à Richard Goblet d’Alviella (en). Harold Boël est directeur général depuis 2008. Guy Verhofstadt est désigné administrateur indépendant à partir de 2012[source insuffisante].

### Actionnariat
La majorité des actions est détenue par la Famille Boël, via les structures Union Financière Boël (18,89 % de l'actionnariat), Société des Participations Industrielles (15,02 % des actions), et Henex (15,88 % des actions) ; actionnaires agissant de concert en vertu d’un accord relatif à la possession, l'acquisition ou la cession de titres conférant le droit de vote des actions Sofina.
| Nom                                   | Actions (au 29 avril 2019) | %    |
| Boel (famille)                        | 18 665 018                 | 54,5 |
| Brederode                             | 684 121                    | 2,00 |
| Sofina                                | 619 306                    | 1,81 |
| CAPFI DELEN Asset Management          | 571 250                    | 1,67 |
| The Vanguard Group                    | 415 426                    | 1,21 |
| Norges Bank Investment Management     | 386 013                    | 1,13 |
| BlackRock Fund Advisors               | 131 339                    | 0,38 |
| Mercier Vanderlinden Asset Management | 124 480                    | 0,36 |
| First Eagle Investment Management     | 105 118                    | 0,31 |
| Lyxor International Asset Management  | 76 038                     | 0,22 |

- Au siège de la société Sofina à Bruxelles est domicilié depuis février 2006 l'ASBL « Club Sofina »[27].